# Ted Wolf
Theodore Walter « Tobin » Wolf (21 juillet 1922 - 21 juin 1999) est concepteur de jouets américain et a déposé plusieurs brevets dont notamment un mange-disque fabriqué par Singer. Il est aussi un dessinateur surtout connu pour avoir créé le dessin animé Cosmocats. Wolf est décédé le 21 juin 1999, à Honolulu, Hawaii.

## Vie privée
Il perd ses parents alors qu'il n'est qu'un enfant et est confié à ses grands-parents. À l'âge de 10 ans, il est placé dans une famille d'accueil, et à 19 ans, il se marie. Il part en Europe pendant la Seconde Guerre mondiale et se blesse à la jambe en 1944 pendant une opération de la Bataille des Ardennes. Vers la fin de sa vie, il part pour Honolulu, où il meurt le 21 juin 1999.

## Vie professionnelle
En 1981, il crée Cosmocats, projet qu'il propose en 1983 à Telepictures Corporation (société qui fusionnera ensuite avec Lorimar Productions). Le projet aboutit finalement en 1985 avec la participation de la société de production américaine Rankin/Bass et du studio d'animation japonais Pacific Animation Corporation. Avec le fabricant LJN, Wolf développe une gamme de figurines d'action basée sur les personnages de la série.
Il crée ensuite deux nouvelles séries, SilverHawks en 1986, et TigerSharks en 1987, toujours en partenariat avec Lorimar Telepictures, Rankin/Bass et Pacific Animation Corporation.